# The Lighthouse (band)
The Lighthouse is een Belgische popgroep, afkomstig uit Leuven.
In 2017 werd de muziekgroep The Lighthouse een van de winnaars van De Nieuwe Lichting, een wedstrijd voor jonge groepen van radiozender Studio Brussel. Hierdoor kon de band aantreden op diverse festivals, waaronder Pukkelpop, Suikerrock, Crammerock en Maanrock. Daarvoor waren ze echter al te zien op verschillende podia, tot Sziget in Hongarije toe.

## Discografie

### Albums
- Whatever comes our way (2019)

### Ep's
- Let's make a scene (2016)
- Joyride (2017)
- Photoshopped postcards (2022)